# 留園杯争奪早碁トーナメント戦
留園杯争奪早碁トーナメント戦（りゅうえんはいはやごトーナメントせん）は、日本の囲碁の若手棋戦。中華料理店留園社長の盛毓度により、若手棋士育成を目的として1977年（昭和52年）創設、1986年第10期まで行われた。
8名の選抜棋士によるトーナメント戦で、芝 (東京都港区)の留園にて公開対局で行われた。呉清源、林海峰を囲む呉林会で発起し、大竹英雄の協力で開始。この三棋士による解説会も行われた。
第4期には馬暁春、邵震中、第5期には曹大元、宋雪林の中国棋士2名ずつが出場した。

## 歴代優勝者と決勝戦
（左が優勝者）
1. 1977年 片岡聡 - 小川誠子
2. 1978年 片岡聡 - 山城宏
3. 1979年 王銘琬 - 園田泰隆
4. 1980年 小林覚 - 新垣武
5. 1981年 小林覚 - 新垣武
6. 1982年 彦坂直人 - 石倉昇
7. 1983年 鄭銘瑝 - 安田泰敏
8. 1984年 小県真樹 - 大矢浩一
9. 1985年 マイケル・レドモンド - 村松竜一
10. 1986年 趙善津 - 村松竜一